# Alexander Strauch (Autor)
Alexander Strauch (* 1944 in New Jersey) ist ein US-amerikanischer evangelikaler Theologe, Dozent und Autor.

## Leben und Wirken
Strauch wuchs in New Jersey auf. Seine Familie war weder christlich, noch besaß sie eine Bibel. In jungen Jahren besuchte er das Pine Bush Bible Camp ohne die Absicht, Christ zu werden. Dennoch kam er – nach eigenen Angaben – durch die Arbeit dieses Werkes zum Glauben an Jesus Christus.
Ursprünglich plante Strauch, als Missionar in den Libanon zu gehen. Der Vietnamkrieg durchkreuzte allerdings seine Pläne. Stattdessen kam er nach Colorado. Nach seinem Studium an der Colorado Christian University und seinem Masterabschluss am Denver Seminary lehrte er Philosophie und neutestamentliche Literatur an der Colorado Christian University.
Anfang 1969 schloss sich Strauch einer Brüdergemeinde in Littleton (Colorado) an. Bald darauf übernahm er mit David MacLeod den größten Teil des Predigtdienstes in der Littleton Bible Chapel. Dort traf er auch seine spätere Ehefrau Marilyn. Nach der Hochzeit am 25. Dezember 1970 leitete das Paar fünf Jahre lang ein Heim für problembelastete junge Männer. 1975 wurde Strauch als Ältester in der Littleton Bible Chapel eingesetzt. Dort wirkte er mehrere Jahrzehnte als Ältester und Pastor.
Während seines Dienstes in der Gemeinde, erklärt Strauch, habe er sich die Frage gestellt, warum Christen so viel streiten. Das führte dazu, dass er sich intensiv mit dem Thema Liebe und Leiten im Gemeindekontext der Bibel auseinandersetzte. Diese Thematik verarbeitete er unter anderem in seinen Büchern. Bekannt wurde Strauch vor allem durch seine Vorträge und Bücher zum Thema biblische Ältestenschaft. Er selbst hielt Vorträge in über 25 Ländern. Seine Bücher wurden in über 40 Sprachen übersetzt. Strauch sprach unter anderem auf Konferenzen des Emmaus Bible College. Heute arbeitet er als Missionar für weltweite Literaturarbeit in Littleton.
Alexander Strauch lebt mit seiner Ehefrau Marilyn in Littleton, hat vier erwachsene Kinder und elf Enkelkinder.

## Veröffentlichungen (Auswahl deutsch)
- Zusammen wirksam leiten: Ein praktischer Ratgeber zur Durchführung von Ältestentreffen und Leitungskreisen. Christliche Verlagsgesellschaft, Dillenburg 2004, ISBN 978-3-89436-397-0
- Biblische Ältestenschaft. Ein Aufruf zu schriftgemäßer Gemeindeleitung. Christliche Verlagsgesellschaft, Dillenburg ³2010, ISBN 978-3-89436-883-8
- Platz ist in der kleinsten Hütte. Vom Segen der Gastfreundschaft. Christliche Verlagsgesellschaft, Dillenburg 2015, ISBN 978-3-86353-122-5
- Gottes Gemeinde unterstützen. Paulus’ Sicht vom Dienst des Diakons. Christliche Verlagsgesellschaft, Dillenburg 2019, ISBN 978-3-86353-621-3
- Gottes Gemeinde unterstützen. Studienführer zum Buch: Paulus’ Sicht vom Dienst des Diakons. Christliche Verlagsgesellschaft, Dillenburg 2019, ISBN 978-3-86353-633-6
- Gleichwertig, aber nicht gleichartig. Gottes Plan für Mann und Frau. EBTC, Berlin 2021, ISBN 978-3-96957-045-6
- Reißende Wölfe kommen. Habt acht auf die Herde. Christliche Verlagsgesellschaft, Dillenburg 2022, ISBN 978-3-86353-040-2
- Füreinander. Wie man Konflikte in der Gemeinde überwindet. Christliche Verlagsgesellschaft, Dillenburg 2023, ISBN 978-3-86353-866-8